# هوراشيو نيلسون جاكسون
هوراشيو نيلسون جاكسون (بالإنجليزية: Horatio Nelson Jackson)‏ هو طبيب أمريكي، ولد في 25 مارس 1872 في تورونتو في كندا، وتوفي في 14 يناير 1955 في برلينغتون في الولايات المتحدة.